# Le Conseiller d'État (roman)
Pour les articles homonymes, voir Conseiller d'État.
Le Conseiller d'État (titre original : Статский советник, Statski sovetnik) est un roman historique d'espionnage de Boris Akounine publié en 1999 en Russie, mettant en scène l'agent de police secrète de l'Empire russe Eraste Pétrovitch Fandorine.

## Personnages
- Eraste Pétrovitch Fandorine : agent au service du général-gouverneur de Moscou, Vladimir Dolgoroutski. Bel homme aux tempes grisonnantes, il a des manières impeccables et a du succès auprès des femmes, malgré son léger bégaiement. Il est célèbre par son raisonnement déductif et possède faculté intuitive capable d'anticiper des événements. Il sera chargé d'enquête sur l'assassinat d'ancien ministre Ivan Khrapov.

- Gleb Gueorguievitch Pozharski : vice-directeur du département d'enquête politique arrivé de Saint-Pétersbourg. Grand homme, long et étroit, entre deux âges. Il a un crâne oblong comprimé dans les tempes, un nez racé, un menton chanfreiné, des cheveux blonds, des yeux noirs et vifs. Il a des protecteurs haut placés notamment le grand-prince Simeon Aleksandrovitch. Pozharski est un carriériste rusé qui aspire à un succès officiel, désireux de doubler Fandorine dans l'affaire Khrapov.

- Grigori Greenberg dit Green : chef du groupe terroriste du parti socialiste révolutionnaire. Un homme musclé, maigre avec un visage immobile et déterminé, des yeux gris sereins.

- Olga Alekseïevna Dobrinskaïa dite Igla : sympathisante révolutionnaire, elle semble être issue de la noblesse. Une jeune femme sèche aux lèvres pincées, cheveux ternes, tirés dans un nœud serré. Elle se prend d'affection pour Green et va l'aider jusqu'au bout. Son surnom Igla qui signifie Aiguille lui vient de l'accessoire qu'elle porte dans sa coiffure, elle compte s'en servir pour se suicider au cas où elle serait arrêtée.

- Esfir Avessalomovna Litvinova : fille du banquier, juive, jeune effrontée attachée aux idées féministes et socialistes. Petite brune au teint mat avec une bouche pulpeuse, elle ne porte pas de corset. Elle exerce une forte attirance sur Fandorine par son tempérament excessif opposé au sien. Leur relation est tumultueuse, ils rompent et se réconcilient à plusieurs reprises.

## Adaptations
- 2005 : Le Conseiller d'État (Статский советник) de Filipp Yankovsky, avec Oleg Menchikov dans le rôle d'Eraste Fandorine